# 珠海公交Z53路线
珠海公交Z53路线（前稱珠海公交63路線），是中华人民共和国广东省珠海市内一条巴士路线，往来橫琴及橫琴大道西。

## 歷史
- 本线路前身是63路線，早期走向為“橫琴—海洋樂園”，是橫琴鎮首個鎮內線路，于2005年6月28日开行，配車為一台滁州扬子YZL6730C型中巴，收費1元。[1]
- 2007年3月，該線路配車更換为厦门金龙XMQ6840GE型非空調中巴。
- 2012年12月，該線路配車更換为珠海廣通GTQ6857N4GJ型LNG空调巴士。
- 2015年8月26日，該路線編碼更名為Z53路線，線路走向為“橫琴—橫琴大道西”，同时实施與市區線路的换乘优惠，服務時間及班次保持不變。[2]

## 外部連結
- 珠海市公共汽车线路信息表
- 珠海市交通运输局